# Múixing
Múixing és tant un esport com una forma de transport que es caracteritza per l'ús de gossos de tir. Consisteix a lliscar sobre la neu fent servir un trineu o uns esquís, empesos per 9 gossos.
El terme prové de la paraula francesa marche, utilitzada per ordenar al grup de gossos que iniciessin la marxa. Actualment, però, el terme mush! gairebé no s'utilitza. La persona que dirigeix l'equip de gossos i el trineu s'anomena múixer.
El múixing és un esport practicat arreu del món, però principalment a l'Amèrica del Nord i al nord d'Europa. Les associacions més destacades, la Federació Internacional d'Esports de Tir de Trineus (IFSS) i l'Associació Internacional de Competició amb Gossos de Tir (ISDRA), estan treballant actualment per convertir el múixing en esport olímpic.
El múixing és també practicat de forma utilitària, tant per al transport de materials com la fusta i els serveis d'entrega de correu i llet com per al desplaçament entre pobles. Tot i que les motos de neu han anat reemplaçant al trineu, encara hi ha persones que segueixen utilitzant el trineu tirat per gossos, ja que el troben més segur i més fiable en condicions climatològiques extremes.

## Equip de gossos
Els diferents gossos que formen un equip reben diferents rols a l'hora de córrer. Es poden distingir principalment els gossos líder, els gossos de gir, els gossos d'equip i els gossos roda.
Els gossos líder s'encarreguen de dirigir a la resta de l'equip i marcar el pas. Normalment n'hi ha un parell en cada equip, tot i que a mitjans del segle vint se'n solia utilitzar només un. Les qualitats per un bon gos líder són la intel·ligència, iniciativa, sentit comú i l'habilitat de detectar un camí que està en males condicions.
Els gossos de gir es troben immediatament darrere del líder. S'encarreguen de fer girar a la resta de l'equip darrere seu quan és necessari.
Els gossos d'equip es troben darrere dels gossos de gir, i la seva funció és afegir més força a l'equip. Si un equip és molt reduït pot no tenir cap gos d'equip.
Els gossos roda són els que es troben més a prop del trineu. Han de ser gossos calmats i tranquils, que no se sobresaltin al soroll i moviment del trineu. Algunes qualitats destacades que un gos roda ha de tenir són força, fermesa i l'habilitat d'ajudar a guiar el trineu en corbes difícils.

## Tipus de gossos
Els tipus de "gossos de trineu" que s'utilitzen en el múixing són generalment races nòrdiques amb gran similitud entre elles i amb el llop. Són animals que tenen un pelatge dens que els aïllen de les baixes temperatures que han de suportar durant les travessies, i són, a més, sociables amb altres gossos, ja que han de treballar i conviure en equip. Hi ha principalment dos tipus de gossos utilitzats en el múixing: gossos de càrrega, grans i robustos, i gossos de curses, ràpids i amb cames llargues.
Tot i que la Federació Cinològica Internacional només reconeix oficialment com a gossos de trineu al Malamut d'Alaska, el Husky siberià, el Gos de Grenlàndia i el Samoiede, també s'utilitzen altres races com el Husky d'Alaska, el Pointer, l'Eurohound, el Chinook, el Gos Esquimal del Canadà, el Pointer alemany de cabell curt, l'Akita Inu japonès, el Chow-chow, el Seppala siberià i altres mestissatges.

## Competicions més importants a Espany.o
- Pirena: També anomenada "La Ruta Blanca dels Pirineus", va consistir en una travessia de 15 dies a través dels Pirineus.
- Monegros: Cursa sobre terra que té lloc al desert de Monegros d'uns 150 km.